# Květopas jabloňový
Květopas jabloňový je brouk, jehož larvy se vyvíjejí v poupatech ovocných stromů, především jabloně. Je proto významným škůdcem.

## Popis
Dospělí brouci jsou 3,5–4,5 mm dlouzí, mají tmavé, hnědočervené krovky i štítek se světlejšími skvrnami a pásky na krovkách. Jako ostatní nosatci má i květopas hlavu prodlouženou v nápadný nosec. Larvy jsou několik milimetrů dlouhé, běložluté a beznohé.

## Biologie
Hlavní hostitelskou rostlinou je jabloň, ale květopas může napadat i hrušně a kdouloně. Na jaře vylézají přezimující dospělci a při oteplení nad 9 °C nalétávají na jabloně. Zde se nejprve 8–10 dní krmí na rašících pupenech, oplodněné samičky poté kladou vajíčka do ještě uzavřených květních poupat. Každá samička naklade 30–80 vajíček, které umísťuje jednotlivě do vykousaných kanálků v pupenech. Larva se líhnou za 5–7 dní, vyvíjejí se uvnitř poupat, živí se semeníkem, tyčinkami a vnitřními okvětními lístky. Napadené květy se neotevřou a usychají. Larvy se zakuklují v uschlých poupatech, dospělci vylézají od poloviny května do poloviny června, dále živí listy a ožerem poškozují i plody. Asi po 14 dnech žíru se ukrývají pod kůrou stromů, ve spadaných listech nebo pod kameny a upadají do klidového stadia, ze kterého se probouzejí až na jaře následujícího roku. Květopas jabloňový má jen jedinou generaci v roce.

## Význam
Květopas jabloňový působí výrazné škody zvláště při malé násadě květů, kdy dále snižuje úrodu, a při přemnožení, které je podporováno suchým a teplým počasím. Jeho výskyt je větší v sadech v blízkosti lesů, kde může květopas též přezimovat. Škodí hlavně larvy. Sady je možno chránit insekticidy, postřik se provádí před rašením pupenů, kdy zasahuje přítomné samičky ještě předtím, než mohou naklást vajíčka.
Larvy květopase jsou hostiteli lumků a lumčíků.